# Labahitha
Genre
Synonymes
- Mystes Bristowe, 1938 nec Champion, 1895

Labahitha est un genre d'araignées aranéomorphes de la famille des Filistatidae.

## Distribution
Les espèces de ce genre se rencontrent en Océanie, en Asie du Sud-Est, en Asie de l'Est et aux Seychelles. Labahitha marginata a été introduite en Amérique.

## Liste des espèces
Selon World Spider Catalog (version 23.0, 23/03/2022) :
- Labahitha fuscata (Nakatsudi, 1943)
- Labahitha garciai (Simon, 1892)
- Labahitha gibsonhilli (Savory, 1943)
- Labahitha incerta Magalhaes, Berry, Koh & Gray, 2022
- Labahitha insularis (Thorell, 1891)
- Labahitha littoralis (Roewer, 1938)
- Labahitha marginata (Kishida, 1936)
- Labahitha nicobarensis (Tikader, 1977)
- Labahitha oonopiformis (Bristowe, 1938)
- Labahitha platnicki Magalhaes, Berry, Koh & Gray, 2022
- Labahitha ryukyuensis (Ono, 2013)
- Labahitha sundaica (Kulczyński, 1908)

## Systématique et taxinomie
Mystes a été décrit par Bristowe en 1938 dans les Pholcidae. Il est placé dans les Filistatidae par Huber, Colmenares et Ramírez en 2014. Le nom Mystes Bristowe, 1938 étant préoccupé par Mystes Champion, 1895, il a été renommé Labahitha par Zonstein, Marusik et Magalhães en 2017.

## Publications originales
- Zonstein, Marusik & Magalhães, 2017 : « Labahitha nom.n., a replacement name for Mystes Bristowe, 1938, with a redescription of the type species (Aranei: Filistatidae). » Arthropoda Selecta, vol. 26, no 4, p. 303-309 (texte intégral).
- Bristowe, 1938 : « The classification of spiders. » Proceedings of the Zoological Society of London, sér. B, vol. 108, no 2, p. 285-322.